# الوكالة الأوروبية للصور الصحفية
الوكالة الأوروبية للصور الصحفية هي وكالة صور أخبارية عالمية.
تقوم الوكاالة بتوفير الصور من جميع أنحاء العالم التي تغطي الأخبار والسياسة والرياضة والأعمال والتمويل وكذلك الفنون والثقافة والترفيه من خلال شبكة عالمية تضم أكثر من 400 مصور محترف ويتم تضمينها في خدمة الصور الإخبارية التابعة للوكالة التي تعتمد على شبكة واسعة من المصورين في جميع أنحاء العالم وعلى الصور التي تنتجها الوكالات الأعضاء التي تعتبر جميعها رائدة في السوق في بلدانها. يتم تحرير جميع الصور وتوزيعها على العملاء والشركاء في جميع أنحاء العالم من قبل مقر التحرير في فرانكفورت في ألمانيا، والذي يعمل على مدار 24 ساعة يوميًا.

## التاريخ
تأسست الوكالة الأوروبية للصور الصحفية في عام 1985 من قبل سبعة وكالات أنباء أوروبية وهم: وكالة فرانس برس الفرنسية، وكالة الصحافة الهولندية العامة من هولندا، وكالة أنباء لوسا البرتغالية، وكالة الأنباء الإيطالية (أنسا)، وكالة أنباء بلجيكا، وكالة الأنباء الألمانية، ووكالة الأنباء الإسبانية
أُنشأت الوكالة في الأصل لكي تكون وسيلة لتبادل الصور بين الوكالات الأعضاء. توسعت إلى كيان أكثر استقلالية مع انفتاح أوروبا الشرقية. أدى فتح هذه الأسواق الجديدة إلى جانب الحرب في يوغوسلافيا السابقة إلى قيام الوكالة بتعيين مصورين لها في تلك المناطق. على الرغم من هذه التطورات، ظلت الوكالة تقوم بنشر الصور بين أعضائها حصريًا.
المساهمين في الوكالة وبروز الوكالة إلى العالمية
بحلول عام 1995 أصبحت الوكالة تتكون من عشرة أعضاء وذلك بعد أن انضمت وكالة التيليغراف السويسرية (كيستون) في 1985، ووكالة الصحافة النمساوية (ايه بي ايه) من النمسا في 1986، ووكالة ليتيكوفا من فنلندا في 1987 ووكالة بريسينسبيلد من السويد في 1997، ثم انضمت وبعد ذلك وكالة سكانفوتو (سكانبيكس النرويج لاحقاً) من النرويج ووكالة نوردفوتو (سكانبيكس الدنمارك لاحقا) من الدنمارك في 1999 ووكالة بي ايه بي من بولندا في 2001.
في أوائل عام 2003 وبعد عمليه إعادة هيكلة واسعة النطاق وانسحاب وكالة فرانس برس، نجحت الوكالة الأوروبية في جعل خدماتها متاحة في جميع أنحاء العالم. وفي وقت لاحق من 2003 قررت كل من وكالة ليتيكوفا الفنلندية وسكانبيكس النرويج وسكانبيكس الدنمارك وكالة بريسينسبيلد من السويد الإنسحاب من الوكالة كأعضاء ومع ذلك واصلت كل من وكالة سكانبيكس النرويج والسويد والدنمارك التعاون مع الوكالة الأوروبية تحت اسم سكانبيكس سكاندينافيا (الدول الإسكندنافية). في عام 2004 انضمت وكالة الأنباء اليونانية (ايه ان ايه) إلى الوكالة الأوروبية كعضو تلتها وكالة ا ام تي أي من المجر في عام 2005.
تضم الوكالة الأوروبية للصور الصحفية اليوم أحد عشر عضو، جميعهم وكالات إخبارية رائدة في بلدانها وهم:
- وكالة الأنباء المقدونية ايه ان ايه – ام بي ايه باليونان
- وكالة الانباء الهولندية العامة ايه ان بي بهولندا.
- وكالة أسوشيتد برس الوطنية انسا بإيطاليا.
- وكالة الانباء النمساوية ايه بي ايه بالنمسا.
- وكالة ايه اف ايه بإسبانيا.
- وكالة كيستون بسويسرا.
- وكالة الانباء البرتغالية لوسا بالبرتغال.
- وكالة الانباء المجرية ام تي أي بهنغاريا.
- وكالة الانباء البولندية بي ايه بي ببولندا.

## خدمات الوكالة
بنَت الوكالة الأوروبية للصور الصحفية سمعة طيبة حيث تقوم بتقديم صور موثوق بها ومستقلة وفريدة من نوعها.
تستخدم الصور التي توفرها الوكالة يفي وسائل الإعلام المتنوعة، وكذلك من قبل الشركاء والمساهمين بالـوكالة في جميع أنحاء العالم. يقدم قسم التحرير بالوكالة الأوروبية للصور الصحفية ما يقارب من حوالي 2000 صورة جديدة يومياً. تتضمن الخدمة صورًا في مجالات الأخبار والرياضة والفنون والثقافة والترفيه والاقتصاد والاهتمامات الإنسانية والعلوم.

## أرشيف الوكالة
يعود تاريخ أرشيف صور الوكالة إلى عام 1997 ويحتوي على أكثر من ستة ملايين صورة، يمكن الوصول إلى معظمها عبر الإنترنت.

## المصورون الصحفيون
- لوكاس دوليجا، مصور صحفي في الوكالة الأوروبية، كان أول صحفي يُقتل خلال الاحتجاجات التونسية 2010-2011 وأول صحفي يُقتل خلال انتفاضات الربيع العربي.[8][9][10]